# Малешевска планина
Малешевска планина (мкд. Малешевски Планини, буг. Малешевска планина) или Малеш-планина (буг. Малеш планина), је планински масив у пограничном подручју између Северне Македоније и Бугарске.
Највиши врхови су Џами Тепе или Иљов врх, висок 1.803 m у чијем подножју извире река Брегалница и Ченгино Кале, 1.747 m, који представља најисточнију тачку Републике Македоније. Планина је богата шумама и пашњацима, а у подножју су бројни воћњаци.
По Малешевској планини цео крај носи име Малешево или Малеш. Најзначајнија места на македонској страни су Берово и Пехчево, а на бугарској села општине Симитли, Благоевградска област.

## Извор
- „Мала енциклопедија Просвета“, општа енциклопедија - четврто издање, „Просвета“, Београд, 1986.